# راتشيل دنلوب
راتشيل دنلوب (بالإنجليزية: Rachael Dunlop)‏ هي أحيائية أسترالية، ولدت في 19 نوفمبر 1970 في سيدني في أستراليا. وهي عضو دائمٌ في حركة المشككين الأستراليين، وكثيرًا ما تدوّن ضد حركة لا للقاحات في أستراليا، ولها قسم منتظم في النشرة الصوتية الخاصة بحركة المشككين  فازت دنلوب بجائزة من جوائز شورتي أواردس (إنج: Shorty Awards) وذلك لمنشوراتها المتعلقة بالصحة على تويتر.
أجرت دنلوب العديد من المقابلات حول الشكوكية، واللقاحات، وأبحاثها في العديد من البرامج الإذاعية والتليفزيونية الوطنية، والتي تتضمن: برنامج بج آيدياز، وبرنامج ذا بروجكت.

## التعليم والحياة المهنية
درست دنلوب الفنون والعلوم في المدرسة الثانوية، وحصلت على شهادة في الفنون الجميلة من مدرسة فنون ستانلي ستريت (لتتخصص في التصوير الفوتوغرافي والطباعة)، وأتبعتها بدبلومة متقدمة في تصميم الجرافيك من حرم كروديون بارك لمعاهد التعليم الفني الإضافي في جنوب أستراليا. كما أنها أنهت مدرسة مُخرجي الفنون والكتاب الآسيوأستراليين.
عملت مصورة فوتوغرافية ومصممة جرافيك وفي الطباعة وكتابة الإعلانات لشركة إعلانات دولية كبيرة.
فقدت دنلوب الاهتمام في النهاية بالعمل الإعلاني، وذهبت لنيل درجة البكالوريوس في بيولوجيا الخلية من جامعة أديلايد، بالرغم من أنها لم تتعلم البيولوجيا في المدرسة الثانوية. نالت دنلوب درجات فخرية من قسم علم الأدوية والسموم التجريبي في جامعة أديلايد، ودرجة الدكتوراه في بيولوجيا الخلية من كلية الطب بسيدني في عام 2005. فحصت أطروحتها آليات التكسير المعطوب للبروتينات المؤكسدة، وركزت على عواقب ذلك على أمراض القلب.
عملت دنلوب باحثة طبية في معهد أبحاث القلب في كامبرداون، نيوساوث ويلز، وهي زميلة ما بعد الدكتوراه في جامعة التكنولوجيا في سيدني، حيث تدرس اضطرابات الشيخوخة وأمراض الأعصاب الحركية. تعمل عضوة في مجلس التحرير في المجلة المحكمة Focus on Alternative and Complementary Therapies.
كانت دنلوب مركز الاهتمام الإعلامي في عام 2013 لنشرها دراسة توضح وجود علاقة بين التعرض للبكتيريا الزرقاء وأمراض الأعصاب الحركية، المعروفة أيضًا بمرض التصلب الجانبي الضموري أو مرض لو غيهرنغ. وجدت دنلوب مع زملائها أن البكتيريا تنتج حمضًا أمينيًّا يدعى بيتا-ميثيل-أمينو-ل-ألانين يسبب موت الخلية ويحفز حدوث الأمراض المميتة. تدخل البكتيريا الزرقاء عن طريق شرب الماء الملوث وربما توجد في الفواكه والخضروات المغسولة بالماء الملوث. كما أن هذا الحمض الأميني مسؤول عن الانتشار الواسع للمرض بين سكان غوام، الذين يتغذون على خفافيش الفاكهة التي تناولت بذور النباتات النامية بين البكتيريا الزرقاء. تقترح دنلوب أن استخدام البكتيريا الزرقاء في صناعة السماد النباتي ربما ترتبط بحدوث مرض الأعصاب الحركية بين بعض الرياضيين. بدأت العديد من التجارب السريرية حول العلاجات المحتملة للمرض بناءً على هذا البحث.

## الشكوكية
اشتركت دنلوب في حركة الشكوكية العلمية في عام 2008 بعد الاجتماع مع رئيس الشكوكيين الأستراليين ريتشارد سانديرز في فعاليات الشكوكيين في الحانة. تشغل دنلوب حاليًا منصب نائبة رئيس لجنة نيوساوث ويلز للشكوكيين الأستراليين، وتُدعى في إذاعة المنظمة المنطقة الشكوكية دائمًا «تقارير دكتورة راتشي»، إذ تدحض ادعاءات ممارسي الطب البديل. تشارك دنلوب في تنظيم مجموعة اللقاء الخاصة بشكوكيين سيدني وساعدت في تنظيم لقاء The Amaz!ng في أستراليا.
انضمت دنلوب في عام 2008 لمحققي منظمة السر، التي يرأسها رئيس منظمة الشكوكيين الأستراليين ريتشارد سناديرز. يعلم البرنامج التلاميذ استخدام العلم والتفكير النقدي للتحقيق في الادعاءات غير الطبيعية أو الخارقة مثل التنقيب عن الماء وطي الملاعق والسير على النار.
يركز دفاع دنلوب بصفتها شكوكية على معارضة ادعاءات حركات مناهضة اللقاح، خاصة شبكة التلقيح الأسترالية ورئيستها السابقة ميرل دوري. أمرت مفوضية شكاوى الرعاية الصحية شبكة التلقيح الأسترالية في عام 2010 بنشر تحذير على موقعهم، ولكن المنظمة رفضت الامتثال لهذا الأمر. نظمت دنلوب وغيرها من الشكوكيين قنبلة جوجل ردًا على ذلك، حتى تكون نتائج باحثي جوجل عن اسم المنظمة عددًا من روابط المواقع نقدية لها على الإنترنت. قدم الشكوكيون الأستراليون لدوري ومنظمة اللقاح الأسترالية جائزة الملعقة المطوية الخاصة بهم، التي «تُقدم إلى مرتكب أكبر حماقة علمية أو هراء علمي زائف». استجابت دوري سريعًا بإعلان قبولها الجائزة متهكمةً.
بعد الوفاة ذائعة الصيت لفتاة في الرابعة من عمرها، دانا مكافيري، من السعال الديكي، وهو مرض يمكن منعه باللقاح، نفت منظمة التلقيح الأسترالية ارتباط الوفاة بالمرض. دفع ذلك دنلوب والشكوكيين الآخرين لإنشاء مجموعة على فيسبوك بعنوان «اوقفوا شبكة التلقيح الأسترالية» لمعارضة حركات مناهضة اللقاح الأسترالية.
تمتلك دنلوب مدونة، «كتاب ما يرفضه الشكوكيون»، حيث تكتب حول حركات مناهضة اللقاح الأسترالية وغيرها من المواضيع المتعلقة بالعلم والصحة. كما أنها شاركت بكتابة مقالات لمدونة الطب القائم على العلم حول شبكة التلقيح الأسترالية، بين العديد من المواضيع الأخرى. تكتب دنلوب أحيانًا عن الطب البديل لموقع «ذا كونفيرسيشن The Conversation». ودعيت للحديث في حلقتي نقاش في اجتماع The Amaz!ng عام 2012: «حقيقة الطب البديل» و«دكتور جوجل».
تجادل دنلوب في مقال منشور في ذا غارديان أن التغطية الإعلامية للموضوعات المتعلقة باللقاحات تعطي وزنًا للحركات المعارضة لها أكثر مما تستحقه؛ لأنهم لا يمثلون سوى أقلية مقارنة بالأطباء والعلماء الذين يوصون باللقاحات.
فازت دنلوب بجائزة شورتي في فئة الصحة عن تغريداتها على موقع تويتر بشأن القضايا الطبية.

## الإعلام
أجرى ريتشارد فيدلر حوارًا مع دنلوب في 9 مارس عام 2010 في إذاعة إيه بي سي المحلية في برنامج «حوارات». ناقشت دنلوب عملها عن البكتيريا الزرقاء ومرض الأعصاب الحركية، وعن دفاعها عن اللقاحات، وأنشطتها في منظمة الشكوكيين الأستراليين.
ظهرت دنلوب في 28 إبريل عام 2011 في إذاعة إيه بي سي الوطنية في برنامج بيغ إيديا، وألقت حديثًا في مهرجان الإبداع التجاري. ناقشت في هذا الحديث أخطار استخدام محرك البحث جوجل لتشخيص الحالات الطبية ذاتيًّا دون اللجوء للأطباء، بالإضافة لجهودها في قنبلة جوجل الخاصة بشبكة التلقيح الأسترالية.
قام البرنامج التليفيزيوني ذا روجيكت في شبكة تن بإجراء مقابلة حوارية مع دنلوب للحديث عن نظريات المؤامرة في 23 يناير عام 2012.
أنتج كل من خدمة البث الخاصة وذا كونفيرسيشن فيديو في مايو 2013 وفيه تدحض دنلوب «خرافات التلقيح».
أمر ديوان الإدارة التنفيذية في نيوساوث ويلز شبكة التلقيح الأسترالية بتغيير اسمها حتى يعرف العملاء أنها تعبر عن رفض التلقيح. قامت دنلوب بمقابلة قصيرة على عرض تليفيزيوني أسترالي يدعى ليتلاين، مدحت فيه قرار الديوان. طبقًا لليتلاين، ادعت رئيسة الشبكة السابقة «ميرل دوري ادعت أنها كانت ضحية لجماعات كراهية» ردًا على هذا الحكم.